# Konfederace afrického fotbalu
Konfederace afrického fotbalu (CAF, anglicky Confederation of African Football) je hlavní řídící organizací afrického fotbalu, futsalu a plážového fotbalu. Je jednou ze šesti kontinentálních konfederací pod FIFA a patří spolu s UEFA mezi největší z nich. Sdružuje 54 národních fotbalových asociací z celé Afriky.
Ačkoliv byla CAF založena pouze o tři roky později než UEFA, čeká ji ještě dlouhá cesta k tomu, aby byla plně konkurenceschopná na mezinárodní úrovni. Od mistrovství světa ve fotbale 1998 má CAF na závěrečném turnaji alokováno 5 míst (na mistrovství světa ve fotbale 2010 měla navíc šesté místo pro pořadatelskou JAR).
CAF byla založena 8. února 1957 v súdánském Chartúmu. Spoluzakladateli byli Egyptská fotbalová asociace, Etiopská fotbalová federace, Jihoafrická fotbalová asociace a Súdánská fotbalová asociace. Sídlo bylo několik měsíců v Chartúmu, ale poté, co zde vypukl požár, bylo přestěhováno do Káhiry. Prvním prezidentem se stal Abdel Aziz Abdallah Salem. V současnosti má CAF 54 členských asociací a dva přidružené členy (Zanzibar a Réunion).

## Prezidenti
| Jméno                     | Stát                           | Funkční období |
| ------------------------- | ------------------------------ | -------------- |
| Abdel Aziz Abdallah Salem | Egypt                          | 1957–1958      |
| Gen. Abdel Aziz Mostafa   | Egypt                          | 1958–1968      |
| Dr. Abdel Halim Mohamed   | Súdán                          | 1968–1972      |
| Ydnekatchew Tessema       | Egypt                          | 1972–1987      |
| Dr. Abdel Halim Mohamed   | Súdán                          | 1987–1988      |
| Issa Hayatou              | Kamerun                        | 1988–2017      |
| Ahmad Ahmad               | Madagaskar                     | 2017–2020      |
| Constant Omari            | Konžská demokratická republika | 2020–2021      |
| Ahmad Ahmad               | Madagaskar                     | 2021           |
| Patrice Motsepe           | Jižní Afrika                   | od 2021        |

## Soutěže

### Mezinárodní
Hlavní soutěží pro mužské národní týmy je Africký pohár národů, jehož první ročník se konal v roce 1957. Od roku 2009 navíc pořádá Africké mistrovství národů, v kterém mohou hrát pouze hráči hrající za týmy v lize daného státu. CAF také organizuje mládežnické soutěže pro týmy do 23 let, do 20 let a do 17 let. Pro ženské národní týmy Mistrovství Afriky ve fotbale žen a dále mládežnické Mistrovství Afriky ve fotbale žen do 20 let a Mistrovství Afriky ve fotbale žen do 17 let.
Spolu se zónou UEFA pořádá UEFA/CAF Meridian Cup pro mládežnické týmy.
Ve futsale pořádá Mistrovství Afriky ve futsalu a v plážovém fotbale Mistrovství Afriky v plážovém fotbale.
CAF je také zodpovědná za fotbalový turnaj na Afrických hrách.

### Klubové
CAF dále pořádá dvě nejdůležitější klubové soutěže v Africe – Ligu mistrů CAF, která se poprvé konala v roce 1964 a byla do roku 1997 hrána pod názvem Pohár mistrů afrických zemí. Dále Konfederační pohár CAF pro vítěze národních pohárů a nejvýše umístěné týmy v lize, které se nedostaly do Ligy mistrů. Poprvé se konal v roce 2004 a byl následníkem Poháru vítězů pohárů afrických zemí (konaného od roku 1975). Třetí soutěž – Pohár CAF se poprvé konal v roce 1992 a v roce 2004 byl sloučen s Konfederačním pohárem CAF.
V Superpoháru CAF se od roku 1992 utkává vítěz Ligy mistrů s vítězem Konfederačního poháru CAF.

## Členové CAF

### 54 plných členů
- Za pomlčkou rok přijetí do CAF.

- Alžírsko - 1964
- Angola - 1980
- Benin - 1969
- Botswana - 1976
- Burkina Faso - 1964
- Burundi - 1972
- Čad - 1964
- DR Kongo - 1964
- Džibutsko - 1994
- Egypt - 1957
- Eritrea - 1998
- Etiopie - 1957
- Gabon - 1967
- Gambie - 1966
- Ghana - 1958
- Guinea - 1963
- Guinea-Bissau - 1986
- Jihoafrická republika - 1957&1992
- Jižní Súdán - 2012
- Kamerun - 1963
- Kapverdy - 2000
- Keňa - 1968
- Komory - 2005
- Lesotho - 1964
- Libérie - 1962
- Libye - 1965
- Madagaskar - 1963
- Malawi - 1968
- Mali - 1975
- Maroko - 1959
- Mauricius - 1963
- Mauritánie - 1968
- Mosambik - 1980
- Namibie - 1992
- Niger - 1964
- Nigérie - 1960
- Pobřeží slonoviny - 1960
- Konžská republika - 1966
- Rovníková Guinea - 1986
- Rwanda - 1978
- Senegal - 1964
- Seychely - 1986
- Sierra Leone - 1967
- Somálsko - 1963
- Středoafrická republika - 1965
- Svatý Tomáš a Princův ostrov - 1986
- Svazijsko - 1978
- Súdán - 1957
- Tanzanie - 1964
- Togo - 1964
- Tunisko - 1960
- Zambie - 1964
- Zimbabwe - 1980
- Uganda - 1960

### 2 přidružení členové
- Réunion
- Zanzibar

## Regionální federace
CAF se dále dělí na regionální federace, které jsou přímo podřízeny CAF.
| - (Východní a Střední Afrika) - Za pomlčkami rok přijetí do CECAFA. - Burundi - 1994 - Džibutsko - 1995 - Eritrea - 1994 - Etiopie - 1973 - Jižní Súdán - 2012 - Keňa - 1973 - Rwanda - 1994 - Somálsko - 1973 - Súdán - 1975 - Tanzanie - 1973 - Uganda - 1973 - Zanzibar (přidružený) - 1973&2003 - (Západní Afrika) - Za pomlčkami rok přijetí do WAFU. - Benin - 1975 - Burkina Faso - 1975 - Kapverdy - 1975 - Pobřeží slonoviny - 1975 - Gambie - 1975 - Ghana - 1975 - Guinea - 1975 - Guinea-Bissau - 1975 - Libérie - 1975 - Mali - 1975 - Mauritánie - 1975 - Niger - 1975 - Nigérie - 1975 - Senegal - 1975 - Sierra Leone - 1975 - Togo - 1975 - (Střední Afrika) - Za pomlčkami rok přijetí do UNIFFAC. - Čad - 1978 - DR Kongo - 1978 - Gabon - 1978 - Kamerun - 1978 - Rovníková Guinea - 1978 - Středoafrická republika - 1978 - Konžská republika - 1978 - Svatý Tomáš a Princův ostrov - 1978 - (Jižní Afrika) - Za pomlčkami rok přijetí do COSAFA. - Angola - 1997 - Botswana - 1997 - Komory - 2007 - Lesotho - 1997 - Madagaskar - 2000 - Malawi - 1997 - Mauricius - 2000 - Mosambik - 1997 - Namibie - 1997 - Seychely - 2000 - Jihoafrická republika - 1997 - Svazijsko - 1997 - Zambie - 1997 - Zimbabwe - 1997 - (Severní Afrika) - Za pomlčkami rok přijetí do UNAF. - Alžírsko - 2005 - Egypt - 2005 - Libye - 2005 - Maroko - 2005 - Tunisko - 2005 |

### Členové bez regionální příslušnosti

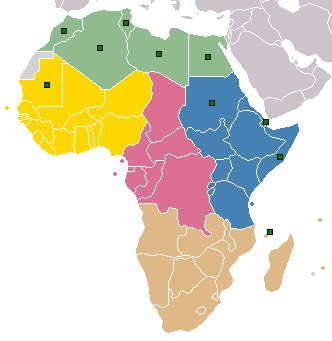
Africké regionální federace:
UNAF (Severní Afrika)
WAFU-UFOA (Západní Afrika)
UNIFFAC (Střední Afrika)
CECAFA (Východní Afrika)
COSAFA (Jižní Afrika)
UAFA (Arabské státy)

- Réunion

### Soutěže CAF
| Klubové: - Liga mistrů CAF - Konfederační pohár CAF - Superpohár CAF - Pohár CAF (1992–2003) - Pohár vítězů pohárů afrických zemí (1975–2003) | Mezinárodní: - Africký pohár národů - Mistrovství Afriky ve fotbale hráčů do 23 let - Mistrovství Afriky ve fotbale hráčů do 20 let - Mistrovství Afriky ve fotbale hráčů do 17 let - Africké mistrovství národů - Mistrovství Afriky ve fotbale žen - Mistrovství Afriky ve fotbale žen do 20 let - Mistrovství Afriky ve fotbale žen do 17 let | Mezikontinentální: - UEFA/CAF Meridian Cup - Afro-Asian Cup of Nations |

### CAF+
| Ceny: - CAF Awards - Africký fotbalista roku - CAF Clubs of the 20th Century | Koeficienty: - CAF 5-Year Ranking |